# Zlatý míč

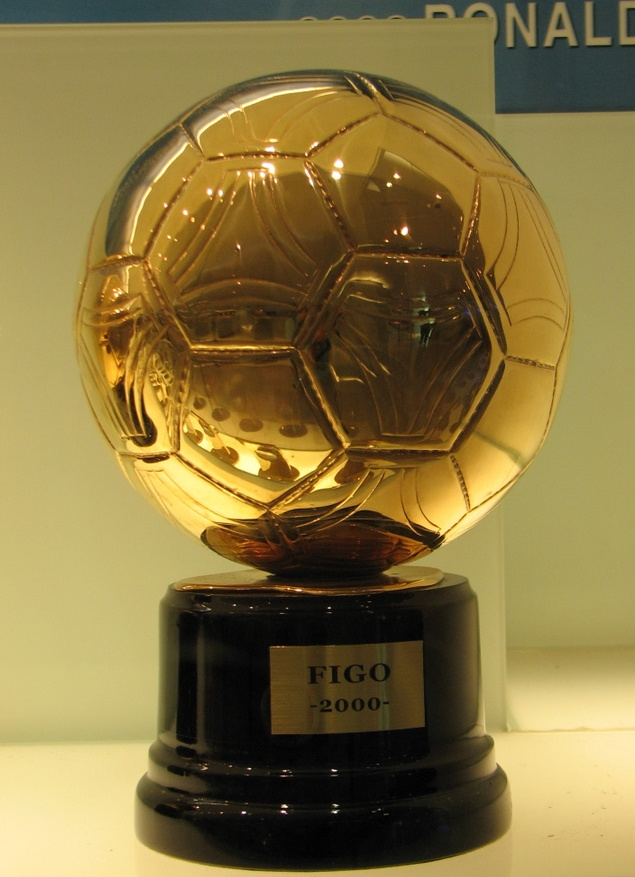
Zlatý míč Luíse Figa za rok 2000

Zlatý míč (v originále francouzsky Ballon d'or) je ocenění, které uděluje francouzský sportovní magazín France Football. V letech 2010 až 2015 byla sloučena s oceněním Fotbalista roku FIFA do nového ocenění Zlatý míč FIFA, od roku 2016 došlo k návratu k původnímu ocenění. 
Cena je udělována od roku 1956 každoročně hráči, který v uplynulém kalendářním roce podával nejlepší výkony. Do roku 1994 musel mít hráč občanství evropské země (ale mohl mít původ v jiné zemi), aby se pro něj mohlo hlasovat. Hlasovali evropští fotbaloví novináři. Za Českou republiku dává svůj hlas nejlepšímu hráči světa novinář Stanislav Hrabě.
Od roku 1995 bylo možno hlasovat i pro hráče z neevropských zemí, pokud hráli v evropských klubech. Vzhledem k tomu, že v té době už prakticky všichni nejlepší hráči hráli v Evropě, přeměnila se fakticky anketa z nejlepšího hráče Evropy na nejlepšího hráče světa. Zároveň od roku 1995 časopis France Football nejdříve nominuje hráče, ze kterých mohou hlasující vybírat. Prvním neevropským fotbalistou, který Zlatý míč získal, byl v roce 1995 Liberijec George Weah.
Od roku 2007 je možné nominovat kteréhokoli hráče z klubu kdekoli na světě. Zároveň od roku 2007 hlasují i novináři z neevropských zemí.
Prvenství získali za dobu udělování trofeje 2 Češi – v roce 1962 Josef Masopust a v roce 2003 Pavel Nedvěd.
Od roku 2017 se vyhlašuje Zlatý míč i v ženském fotbale. Jde o ocenění pro nejlepší fotbalistku světa. Za Českou republiku hlasuje novinářka Lucie Macháčová z iDNES.cz

## Vítězové
| Podrobněji                                                                                                | Hráč                                  | Země                                  | Klub                                                       |
| --- | ------------------------------------- | ------------------------------------- | ---------------------------------------------------------- |
| 1956 | Stanley Matthews                      | Anglie                                | Blackpool FC (Anglie)                                      |
| 1957 | Alfredo Di Stéfano                    | Argentina / Španělsko                 | Real Madrid (Španělsko)                                    |
| 1958 | Raymond Kopa                          | Francie                               | Real Madrid (Španělsko)                                    |
| 1959 | Alfredo Di Stéfano                    | Argentina / Španělsko                 | Real Madrid (Španělsko)                                    |
| 1960 | Luis Suárez Miramontes                | Španělsko                             | FC Barcelona (Španělsko)                                   |
| 1961 | Omar Sívori                           | Argentina / Itálie                    | Juventus FC (Itálie)                                       |
| 1962 | Josef Masopust                        | Československo                        | Dukla Praha (Československo)                               |
| 1963 | Lev Jašin                             | Sovětský svaz                         | Dynamo Moskva (Sovětský svaz)                              |
| 1964 | Denis Law                             | Skotsko                               | Manchester United (Anglie)                                 |
| 1965 | Eusébio                               | Portugalsko                           | Benfica Lisabon (Portugalsko)                              |
| 1966 | Bobby Charlton                        | Anglie                                | Manchester United (Anglie)                                 |
| 1967 | Flórián Albert                        | Maďarsko                              | Ferencváros (Maďarsko)                                     |
| 1968 | George Best                           | Severní Irsko                         | Manchester United (Anglie)                                 |
| 1969 | Gianni Rivera                         | Itálie                                | AC Milán (Itálie)                                          |
| 1970 | Gerd Müller                           | Západní Německo                       | Bayern Mnichov (Západní Německo)                           |
| 1971 | Johan Cruijff                         | Nizozemsko                            | Ajax Amsterdam (Nizozemsko)                                |
| 1972 | Franz Beckenbauer                     | Západní Německo                       | Bayern Mnichov (Západní Německo)                           |
| 1973 | Johan Cruijff                         | Nizozemsko                            | FC Barcelona (Španělsko)                                   |
| 1974 | Johan Cruijff                         | Nizozemsko                            | FC Barcelona (Španělsko)                                   |
| 1975 | Oleg Blochin                          | Sovětský svaz                         | Dynamo Kyjev (Sovětský svaz)                               |
| 1976 | Franz Beckenbauer                     | Západní Německo                       | Bayern Mnichov (Západní Německo)                           |
| 1977 | Allan Simonsen                        | Dánsko                                | Borussia Mönchengladbach (Západní Německo)                 |
| 1978 | Kevin Keegan                          | Anglie                                | Hamburger SV (Západní Německo)                             |
| 1979 | Kevin Keegan                          | Anglie                                | Hamburger SV (Západní Německo)                             |
| 1980 | Karl-Heinz Rummenigge                 | Západní Německo                       | Bayern Mnichov (Západní Německo)                           |
| 1981 | Karl-Heinz Rummenigge                 | Západní Německo                       | Bayern Mnichov (Západní Německo)                           |
| 1982 | Paolo Rossi                           | Itálie                                | Juventus FC (Itálie)                                       |
| 1983 | Michel Platini                        | Francie                               | Juventus FC (Itálie)                                       |
| 1984 | Michel Platini                        | Francie                               | Juventus FC (Itálie)                                       |
| 1985 | Michel Platini                        | Francie                               | Juventus FC (Itálie)                                       |
| 1986 | Ihor Belanov                          | Sovětský svaz                         | Dynamo Kyjev (Sovětský svaz)                               |
| 1987 | Ruud Gullit                           | Nizozemsko                            | AC Milán (Itálie)                                          |
| 1988 | Marco van Basten                      | Nizozemsko                            | AC Milán (Itálie)                                          |
| 1989 | Marco van Basten                      | Nizozemsko                            | AC Milán (Itálie)                                          |
| 1990 | Lothar Matthäus                       | Německo                               | Inter Milán (Itálie)                                       |
| 1991 | Jean-Pierre Papin                     | Francie                               | Olympique Marseille (Francie)                              |
| 1992 | Marco van Basten                      | Nizozemsko                            | AC Milán (Itálie)                                          |
| 1993 | Roberto Baggio                        | Itálie                                | Juventus FC (Itálie)                                       |
| 1994 | Christo Stoičkov                      | Bulharsko                             | FC Barcelona (Španělsko)                                   |
| 1995 | George Weah                           | Libérie                               | AC Milán (Itálie)                                          |
| 1996 | Matthias Sammer                       | Německo                               | Borussia Dortmund (Německo)                                |
| 1997 | Ronaldo                               | Brazílie                              | Inter Milán (Itálie)                                       |
| 1998 | Zinédine Zidane                       | Francie                               | Juventus FC (Itálie)                                       |
| 1999 | Rivaldo                               | Brazílie                              | FC Barcelona (Španělsko)                                   |
| 2000 | Luís Figo                             | Portugalsko                           | FC Barcelona (Španělsko), Real Madrid (Španělsko)          |
| 2001 | Michael Owen                          | Anglie                                | Liverpool FC (Anglie)                                      |
| 2002 | Ronaldo                               | Brazílie                              | Real Madrid (Španělsko)                                    |
| 2003 | Pavel Nedvěd                          | Česko                                 | Juventus FC (Itálie)                                       |
| 2004 | Andrij Ševčenko                       | Ukrajina                              | AC Milán (Itálie)                                          |
| 2005 | Ronaldinho                            | Brazílie                              | FC Barcelona (Španělsko)                                   |
| 2006 | Fabio Cannavaro                       | Itálie                                | Real Madrid (Španělsko)                                    |
| 2007 | Kaká                                  | Brazílie                              | AC Milán (Itálie)                                          |
| 2008 | Cristiano Ronaldo                     | Portugalsko                           | Manchester United (Anglie)                                 |
| 2009 | Lionel Messi                          | Argentina                             | FC Barcelona (Španělsko)                                   |
| V letech 2010–2015 byla soutěž sloučena s oceněním Fotbalista roku FIFA do nového ocenění Zlatý míč FIFA. |                                       |                                       |                                                            |
| 2010 | Lionel Messi                          | Argentina                             | FC Barcelona (Španělsko)                                   |
| 2011 | Lionel Messi                          | Argentina                             | FC Barcelona (Španělsko)                                   |
| 2012 | Lionel Messi                          | Argentina                             | FC Barcelona (Španělsko)                                   |
| 2013 | Cristiano Ronaldo                     | Portugalsko                           | Real Madrid (Španělsko)                                    |
| 2014 | Cristiano Ronaldo                     | Portugalsko                           | Real Madrid (Španělsko)                                    |
| 2015 | Lionel Messi                          | Argentina                             | FC Barcelona (Španělsko)                                   |
| Po roce 2015 byla soutěž Zlatý míč FIFA opět rozdělena na Zlatý míč a Nejlepšího fotbalistu FIFA.         |                                       |                                       |                                                            |
| 2016 | Cristiano Ronaldo                     | Portugalsko                           | Real Madrid (Španělsko)                                    |
| 2017 | Cristiano Ronaldo                     | Portugalsko                           | Real Madrid (Španělsko)                                    |
| 2018 | Luka Modrić                           | Chorvatsko                            | Real Madrid (Španělsko)                                    |
| 2019 | Lionel Messi                          | Argentina                             | FC Barcelona (Španělsko)                                   |
| 2020 | Zrušeno z důvodu pandemie koronaviru. | Zrušeno z důvodu pandemie koronaviru. | Zrušeno z důvodu pandemie koronaviru.                      |
| 2021 | Lionel Messi                          | Argentina                             | FC Barcelona (Španělsko), Paris Saint-Germain FC (Francie) |
| 2022 | Karim Benzema                         | Francie                               | Real Madrid (Španělsko)                                    |
| 2023 | Lionel Messi                          | Argentina                             | Paris Saint-Germain FC (Francie), Inter Miami CF (USA)     |
| 2024 | Rodri                                 | Španělsko                             | Manchester City FC (Anglie)                                |
| 2025 |                                       |                                       |                                                            |

## Zlatý míč France Football podle zemí
| Země                   | Trofejí | Vítězů | Hráč |
| ---------------------- | ------- | ------ | --- |
| Argentina              | 8       | 1      | Lionel Messi (2009, 2010, 2011, 2012, 2015, 2019, 2021, 2023)                                                                          |
| Německo                | 7       | 5      | Gerd Müller (1970), Franz Beckenbauer (1972, 1976), Karl-Heinz Rummenigge (1980, 1981), Lothar Matthäus (1990), Matthias Sammer (1996) |
| Portugalsko            | 7       | 3      | Eusébio (1965), Luís Figo (2000), Cristiano Ronaldo (2008, 2013, 2014, 2016, 2017)                                                     |
| Nizozemsko             | 7       | 3      | Johan Cruijff (1971, 1973, 1974), Ruud Gullit (1987), Marco van Basten (1988, 1989, 1992)                                              |
| Francie                | 7       | 5      | Raymond Kopa (1958), Michel Platini (1983, 1984, 1985), Jean-Pierre Papin (1991), Zinédine Zidane (1998), Karim Benzema (2022)         |
| Brazílie               | 5       | 4      | Ronaldo (1997, 2002), Rivaldo (1999), Ronaldinho (2005), Kaká (2007)                                                                   |
| Anglie                 | 5       | 4      | Stanley Matthews (1956), Bobby Charlton (1966), Kevin Keegan (1978, 1979), Michael Owen (2001)                                         |
| Itálie                 | 5       | 5      | Omar Sívori (1961), Gianni Rivera (1969), Paolo Rossi (1982), Roberto Baggio (1993), Fabio Cannavaro (2006)                            |
| Španělsko              | 4       | 3      | Alfredo Di Stéfano (1957, 1959), Luis Suárez Miramontes (1960), Rodri (2024)                                                           |
| SSSR                   | 3       | 3      | Lev Jašin (1963), Oleg Blochin (1975), Igor Bělanov (1986)                                                                             |
| Československo / Česko | 2       | 2      | Josef Masopust (1962), Pavel Nedvěd (2003)                                                                                             |
| Bulharsko              | 1       | 1      | Christo Stoičkov (1994) |
| Dánsko                 | 1       | 1      | Allan Simonsen (1977) |
| Maďarsko               | 1       | 1      | Flórián Albert (1967) |
| Libérie                | 1       | 1      | George Weah (1995) |
| Severní Irsko          | 1       | 1      | George Best (1968) |
| Skotsko                | 1       | 1      | Denis Law (1964) |
| Ukrajina               | 1       | 1      | Andrij Ševčenko (2004) |
| Chorvatsko             | 1       | 1      | Luka Modrić (2018) |

## Zlatý míč France Football podle klubů
| Klub                     | Trofejí | Vítězů |
| ------------------------ | ------- | ------ |
| FC Barcelona             | 14      | 6      |
| Real Madrid              | 12      | 8      |
| Juventus FC              | 8       | 6      |
| AC Milán                 | 8       | 6      |
| Bayern Mnichov           | 5       | 3      |
| Manchester United        | 4       | 4      |
| Dynamo Kyjev             | 2       | 2      |
| Inter Milán              | 2       | 2      |
| Hamburger SV             | 2       | 1      |
| Paris Saint-Germain FC   | 2       | 1      |
| Blackpool FC             | 1       | 1      |
| Dukla Praha              | 1       | 1      |
| Dynamo Moskva            | 1       | 1      |
| Benfica Lisabon          | 1       | 1      |
| Ferencváros              | 1       | 1      |
| AFC Ajax                 | 1       | 1      |
| Olympique Marseille      | 1       | 1      |
| Borussia Dortmund        | 1       | 1      |
| Borussia Mönchengladbach | 1       | 1      |
| Liverpool FC             | 1       | 1      |
| Inter Miami CF           | 1       | 1      |
| Manchester City          | 1       | 1      |